# 新厝村
22°40′43″N 130°29′2″E / 22.67861°N 130.48389°E
新厝村（白話字：Sîn-vuk-tshûn）是中華民國屏東縣萬巒鄉轄下的行政區，位於萬巒鄉東南部。東接泰武村、南接新置村、西接佳和村、佳佐村、北接赤山村，全村，新厝及加匏朗兩聚落成立一村，而以較大的聚落「新厝」為村名，該村土地多屬台糖公司的「新厝農場」。

## 聚落歷史
「新厝」地名意謂本地為新成立的聚落。
加匏朗庄位於新厝北邊，原為平埔族人的社域，其地名源自於原住民語。
該聚落大約只有幾十戶人家，群居在今新生路兩側。
本庄據傳最早的拓墾者來自廣東潮州府，陸續有來自林邊的人士至此拓墾。新厝庄（包括現在的新厝村與新置村）在大正四年（1915）時，有78%為福建人，19%為平埔族；現在也是個福佬聚落。
新厝村位於萬巒鄉東南，於清末時屬於鳳山縣港東上里，有新厝及加匏朗兩聚落。日治時代大正九年（192）以後，與南邊的新置村同為新厝大字；台灣由中華民國接管後，新厝及加匏朗兩聚落成立一村，稱為新厝村。

## 文化資產

#### 西方道堂
西方道堂源自台南縣北門嶼蚵寮之「道通明壇」。
創始人洪啟芳師自潮州陳達臣道長，大正十三年（1924）創壇。
民國六十年，當時洪啟芳的門徒蔡啟文從啟玄壇油香儲款獻金購地，
並與林其法、洪傳加先生等組立興建委員會，至民國六十三年（1974）後殿告竣。
民國七十五年（1986）再動土興建前殿，至民國八十一年（1992）舉行入火安座大典。

#### 加匏朗村仙姑廟趒戲
每年元宵節下午3點左右，開始在先帝神農廟「起乩」耍牽曲，準備拜仙姑祖，尪姨趒戲。
原始稱呼「趒戲」是講「馬哦咾」（ma-oiau）或簡稱哦咾。